# Toto (Fuerteventura)
Toto es una localidad española del municipio de Pájara, perteneciente a la provincia de Las Palmas, en la comunidad autónoma de Canarias.

## Historia
Hacia mediados del siglo XIX, el lugar tenía una ermita y ya pertenecía a Pájara. Aparece descrito en el decimoquinto volumen del Diccionario geográfico-estadístico-histórico de España y sus posesiones de Ultramar de Pascual Madoz de la siguiente manera:

TOTO: pago dependiente del l. de Pájara, en la isla de Fuerteventura, prov. de Canarias, part. jud. de Teguise: sit. á las orillas de un barranco, en el que sus hab. han abierto pozos, con cuya agua sacada á brazos riegan porcion de pedacitos de tierra, que les producen hasta 3 cosechas de millo y papas al año, las cuales podrian aumentar todavía si en lugar del trabajo que tienen le sustituyeran por norias. Su vega es fértil si hay lluvias, produce como en lo general de la isla y las cumbres que la dominan son análogas para la plantacion de arbolado; pero los vec. adolecen todos del mismo error, anteponen la cria de una cabra al mas robusto árbol. Tiene una ermita pagada por los hab. en la que se dice misa todos los dias festivos. pobl., riqueza y contr.: con el ayunt. (V.).
(Madoz, 1849, p. 120)

En 2022, la entidad singular de población tenía empadronados 256 habitantes y el núcleo de población 188 habitantes.